# 富国映画社
富国映画社（ふこくえいがしゃ、1932年2月 設立 - 同年6月 解散）は、かつて奈良に存在した映画会社である。時代劇俳優の羅門光三郎と原駒子を中心に設立したが、短命に終わった。製作した映画はすべてサイレント映画であった。冨国映画とも表記する。

## 略歴・概要
1932年（昭和7年）2月、大阪の印刷会社の諭里福松らが出資して代表になり、羅門光三郎・原駒子夫妻を中心に設立した。撮影所は奈良県生駒郡南生駒村大字一分（現在の同県生駒市壱分町532-1）に1929年（昭和4年）に建てられた月形プロダクション撮影所を使用した。
羅門・原夫妻は、経営悪化した東亜キネマの事業会社東活映画社を退社、同社の設立に参加したが、羅門・原が主演したのは『安政大獄』、『股旅ざんげ』、『嘆きの女間諜』のみで、その後は前年に羅門が主演した映画『南国太平記』を演目に四国を実演巡業した後、ふたりとも京都に戻り、同年11月には東亜キネマおよび東活の残党を結集して高村正次が設立した宝塚キネマに移籍した。大衆文芸映画社から移籍して来た正邦乙彦は、同年4月に入社したが、『女優奈々子の裁判』に東活映画社から来た岡田静江とともに主演したが、本作が最初で最後の同社での出演作として同社が解散し、正邦は東京のエノケン一座に入った。日活太秦撮影所から移籍して来た高木永二は、同年2月の設立に参加し、竹内俊一監督の『情熱の波止場』に主演、『女性ヴァラエテイ』で監督に抜擢された。新興キネマから移籍して来た結城重三郎こと小崎政房は、監督の山下秀一に誘われて同年2月の設立に参加、橋本松男監督の『渡世くづれ』に主演したが、解散後は結城重三郎剣劇団を組んで巡業の旅に出た。彼らが出演しなくなって以降、日活太秦撮影所からの清水俊作、東活映画社からの小島一代らが主演俳優となった。同社に所属した尾上松緑（1895年 - 没年不詳）は、二代目尾上松緑（1913年 – 1989年）ではなく、別人である（本名牧野駒次郎）。
また演出部は、東活から山口哲平、橋本松男、河合映画社から千葉泰樹、嵐寛寿郎プロダクションから仁科熊彦、新興キネマから竹内俊一、山下秀一が集められ、撮影部はマキノ御室撮影所にいた吉田俊作、河合から引き抜かれた大塚周一がまわしていたが、最後の2本で竹野治夫、亀田耕司が撮影技師に抜擢され、この生駒の地で技師デビューを飾っている。竹野はその後第一映画社に移り戦後も撮影技師として活躍、亀田は宝塚や亜細亜映画に移り3本の撮影をするが、戦後はプロデューサーに転身し、大映京都撮影所から拡大時代生産時代の東映の「ニュー東映」に入社、おもに東映東京撮影所で活躍した。
同社では、同年4月分以降の給料不払いが生じたことを理由に、同年5月10日に争議が起きた。争議参加者は242名の従業員全員（男205、女37）、同社には出入り業者への1万3,000円程度の負債も生じていた。同社の給料支給日は毎月10日で、同日、不払いが2か月に渡ったため争議に至った。同月15日までに支給がない場合はフィルム4巻を売却しこれに充当するという従業員側の要求、閉鎖解雇絶対反対、および解雇する事態においては給料3か月分を支給せよという追加要求に対し、経営者側は金策の末同月20日までに支払うと回答したことで、同月21日に争議は円満解決として終結した。ほとんどの作品の正確な公開日は不明であるが、争議の2か月後、同年7月29日には、岡田静江・正邦乙彦主演、仁科熊彦監督による『女優奈々子の裁判』が公開された。
同社はわずか5か月の短命に終わり、8本の作品を残した。解散後の1933年（昭和8年）1月15日、東活映画社の後身である日本映画社の配給で公開された『浪人の行く道』が最後の公開作品となった。「生駒撮影所」はふたたび閉鎖された。現在撮影所跡地には、1963年（昭和38年）開校の奈良県立生駒高等学校が建っている。
2012年（平成24年）12月現在、東京国立近代美術館フィルムセンターは、同社の製作物を1作も所蔵していない。

## フィルモグラフィ
1932年
- 『安政大獄』 : 監督山口哲平・千葉泰樹、撮影吉田俊作・加藤栄一、主演羅門光三郎、高木永二、尾上松緑、原駒子、小島一代、公開月日不明
- 『股旅ざんげ』 : 監督山口哲平、撮影吉田俊作、主演羅門光三郎、原駒子、公開月日不明
- 『情熱の波止場』 : 監督竹内俊一、撮影大井幸三、主演高木永二、清水俊作、丘はるみ、岡島艶子、公開月日不明
- 『嘆きの女間諜』 : 監督仁科熊彦、撮影大塚周一、主演原駒子、高木永二、藤川三之祐、公開月日不明
- 『女性ヴァラエテイ』 : 監督高木永二、撮影大井幸三、主演清水俊作、北村純一、英羊子、加茂川静子、公開月日不明
- 『渡世くづれ』 : 監督橋本松男、撮影竹野治夫、主演結城重三郎、小島一代、公開月日不明
- 『女優奈々子の裁判』 : 監督仁科熊彦、撮影大塚周一、主演岡田静江、正邦乙彦、同年7月29日公開

1933年
- 『浪人の行く道』 : 監督山下秀一、撮影亀田耕司、主演国枝荘之助、尾上多見太郎、山下澄子、尾上松緑、配給日本映画社、同年1月15日公開